# 土屋浩美
土屋浩美（つちやひろみ、11月7日 - ）は日本の女性シンガーソングライター。福岡県福岡市出身。血液型B型の蠍座。

## 人物・略歴
3歳からクラシックピアノを始め8歳から作曲を始め絶対音感を持つ。中学時代はドラムとパーカッションを主に学ぶ。
2000年にキーボーディスト、アレンジャーの安部潤と二人のHIROMIK LADDERでパイオニアLDC（後のジェネオン・ユニバーサル・エンターテイメントジャパン）からメジャーデビュー。ユニット解散後ソロ活動開始。
2002年にSLYMONGOOSEのアルバム『SLY MONGOOSE』に収録されて話題をよんだカリプソ・チューン”Make Your Mind Up,Little Girl”にヴォーカルで参加。
2003年LOCARNO RECORDSよりsingle CD 『SOMEDAY』をリリース。同曲がクボタタケシのMIX CD『NEO CLASSICS』へ収録される。
2004年新木場での野外フェス『RAW LIFE』に参加。その他数多くの作品への参加や、NHK音楽番組出演、ラジオDJ等様々な活動を続けるがその後活動休止。
2010年DJはせはじむに誘われ音楽活動再開。

## ディスコグラフィー

### HIROMIK LADDER

#### シングル
- 2000年3月　ANDREA
- 2000年7月　太陽の罠

#### アナログ
- 2000年3月　ANDREA　（クボタタケシ&はせはじむremix収録）
- 2000年7月　太陽の罠　（クボタタケシ&はせはじむremix収録）

### 土屋浩美

#### シングル
- 2003年7月　SOMEDAY

#### アルバム
- 2011年3月　『トパーズ』

#### アナログ
- 2003年7月　SOMEDAY　[7 inch]
- 2010年12月　Darling　c/w LOVE　 [7 inch]

### その他
- SLY MONGOOSE 1stアルバム『SLY MONGOOSE』（2003年）LOCARNO RECORDS

M-9　Make Your Mind Up,Little Girl
- 『Sun Sessions ALOHA SURF TV selected』（2003年）EMIミュージック・ジャパン

M-3　Make Your Mind Up,Little Girl
- クボタタケシ MIX CD 『NEO CLASSICS』（2003年）cutting edge

M-9　SOMEDAY
- 牧野雅巳『LATIN FLAVOR - THE LATIN HOUSE SENSATION』（2004年）INNER CITY JAM TRACKS

M-9　I Wanna Be Like You （Hiroaki Yamazaki With The Dynamics Featuring.Hiromi Tsuchiya）
- 『Re-Enter the Dragon: A Black Belt Graffiti of Bruce Lee by Lil' 　Dragons of Sound and Vision』（2004年）ビクターエンタテインメント

M-9　ダディがおうちに〜家族の肖像〜（高浪敬太郎・ザ・ティアドッロプスFeaturing 土屋浩美）
- 牧野雅巳『FLOWER CASE』（2005年）INNER CITY JAM TRACKS

M-10　真夜中のドア〜Stay With Me
- Jive Bunny Project MOTOR TOWN BEATS　〜HOPPING〜（2008年）ヴィレッジ・ヴァンガード限定版
- Jive Bunny Project SPECTRE SOUNDS 〜STEPPING〜（2008年）ヴィレッジ・ヴァンガード限定版
- Jive Bunny Project SWING SET 〜JUMPING〜（2008年）ヴィレッジ・ヴァンガード限定版
- Jive Bunny Project LATIN・SLIDE（2009年）ヴィレッジ・ヴァンガード限定版
- Jive Bunny Project JUNGLE・DRUMS（2009年）ヴィレッジ・ヴァンガード限定版